# Zeppelin (magazine)
Pour les articles homonymes, voir Zeppelin (homonymie).
 (mai 2010).
Zeppelin est un magazine de bande dessinée québécoise publié trimestriellement à Québec, au Canada, de septembre 1992 à juin 1993 ; seuls quatre numéros ont été publiés.

## Description
Le contenu de Zeppelin est composé exclusivement de bandes dessinées et d'illustrations inédites en noir et blanc. On y retrouve aussi un éditorial ainsi que quelques critiques de parutions québécoises dans le domaine de la BD.
Zeppelin offre au lecteur un cocktail de BD au dessin réaliste (polar, aventure, science-fiction, faits divers), de BD humoristiques ou satiriques et d'autres à tendance plus moderne et sociale (BD d'auteur). Les principales influences des auteurs viennent de l'Europe. La brochette de créateurs réunie par le comité de rédaction fait preuve d'enthousiasme et de professionnalisme, la plupart pratiquant la création de bandes dessinées depuis de nombreuses années et ayant déjà fait leurs preuves dans cet art. Zeppelin accueille entre autres le personnage Le général Tidéchet du scénariste Denis Rémillard et du dessinateur Louis Rémillard, rescapé du magazine Bambou.

## Histoire
Le magazine Zeppelin était édité par les Éditions Hélium Z.
Ayant été auparavant un bulletin d'information de la Société des créateur(trice)s et ami(e)s de la bande dessinée (ScaBD) (de septembre 1987 à septembre 1989, pendant 17 numéros) et ensuite une collection de cinq albums thématiques (de 1989 à 1991) publiés par la même société, Zeppelin devient un véritable magazine imprimé sur papier couché, de façon assez luxueuse en noir et blanc avec une couverture en quadrichromie. Il vise, de façon évidente, à séduire un lectorat adulte en offrant un produit de qualité internationale, comparable à ce qui se fait ailleurs dans le même domaine.
En 1993, lors du VIe Festival de la bande dessinée francophone de Québec (FBDFQ), Pierre Drysdale, Danny Gagnon et Michel Giguère se voient décerner, pour la revue Zeppelin, le prix de la meilleure BD québécoise de l’année. Zeppelin est le seul magazine à avoir remporté un prix lors du FBDFQ. En outre, la même année, deux de ses auteurs, le dessinateur Jean-François Bergeron et son scénariste André-Philippe Côté, se méritent le Prix Onésime production, décerné par l'Association des créateurs et intervenants de la bande dessinée (ACIBD) de Montréal pour la meilleure série de bande dessinée parue dans une publication autre qu'un album. Ces bandes dessinées seront reprises plus tard dans l'album La Voyante publié aux éditions Falardeau.

## Fiche technique
- Éditeur : Éditions Hélium Z, (Québec) ;
- Format : 22 x 28 cm ;
- Nombre de pages : 52 ;
- Type de papier : couché ;
- Impression : couverture en quadrichromie, intérieur noir et blanc ;
- Périodicité : trimestriel ;
- Numéro 1 : septembre 1992 ;
- Numéro 4 : juin 1993 (dernier numéro).

## Collaborateurs
Les collaborateurs sont tous d'origine canadienne et sont francophones venant majoritairement de la région de Québec.
Quelques-uns de ces artistes travaillent sous un pseudonyme.

### Auteurs de bande dessinée
Les auteurs de bande dessinée québécois sont généralement à la fois dessinateurs et scénaristes. Il arrive qu'ils ne pratiquent qu'une seule de ces deux disciplines, travaillant alors en équipe avec quelqu'un de l'autre discipline.
- Ghislain Barbe (à titre de dessinateur)
- Audy[6] (Ghislain Cloutier)
- Jean-François Bergeron[6]
- Marc Chouinard
- André-Philippe Côté[6] (à titre de scénariste)
- Pierre Drysdale[6]
- Marc Forest[6] (à titre de dessinateur)
- Danny Gagnon[6]
- Mario Giguère
- MG[6] (Michel Giguère)
- Pierre Hamon (à titre de scénariste)
- Robert Julien
- Mario Malouin
- Jean Morin[6]
- Luis Neves
- Marc Pageau[6]
- Julien Poitras[6]
- Denis Rémillard (à titre de scénariste)
- Louis Rémillard[6] (à titre de dessinateur)
- Shazam
- Éric Thériault

## Distinction
- 1993 :  Lauréat Prix Bédéis causa bande dessinée de l’année, magazine Zeppelin, VIe Festival de la bande dessinée francophone de Québec, Québec [7].